# Волиния
 Тази статия е за историческата област.  За филма вижте Волиния (филм).  
Волиния (на украински: Волинь; на полски: Wołyń) е историческа област в Северозападна Украйна.

Обхваща водосборния басейн на южните притоци на Припят и горните на Западен Буг. Областта граничи с Полесието на север, а на юг с Подолието и Галиция. Източна и западна граница на областта се считат съответно реките Уж и Западен Буг.